# Sølvbryllupskvarter
Et sølvbryllupskvarter er en betegnelse for et boligområde, der har en høj koncentration af midaldrende ægtepar (ca. 45-65), hvis børn er flyttet hjemmefra. Betegnelsen dækker primært over kvarterer med parcelhuse og rækkehuse; altså traditionelle børnevenlige kvarterer, hvor forældrene så er blevet boende, efter børnene er flyttet. Begrebet er kendt fra 1964 og findes også i den mere negativt ladede form "Sølvbryllupsghetto". Af begrebet sølvbryllupskvarter er desuden blevet dannet begreberne guldbryllupskvarter hhv. krondiamantbryllupskvarter, som betegner boligområder med høj koncentration af ældre mennesker/pensionister.